# Arnold Hartleff
Arnold Eduard Hartleff (* 30. März 1888 in Hamburg; † 23. Januar 1978 ebenda) war ein deutscher Landschafts-, Marine- und Stilllebenmaler.

## Leben
Arnold Hartleff war ein Sohn des Hamburger Dekorations- und Kunstmalers Peter Jacob Hartleff (1852–1935) und dessen Frau Dorothea, geb. Wolter (1855–1925). Er wuchs mit acht Geschwistern auf. Bei seinem Vater erhielt er von 1902 bis 1906 seine praktische handwerkliche Ausbildung. Parallel hierzu besuchte er die Hamburger Kunstgewerbeschule bei Julius Wohlers. Die Jahre 1908/1909 verbrachte er in München, wo er sich im Wesentlichen selbständig weiterbildete. Zudem bestand Kontakt zu Leopold von Kalckreuth.
Seit 1910 war er wieder in Hamburg ansässig. Er war Mitglied der Hamburger Künstlergenossenschaft. Die Hamburger Kunsthalle besitzt von ihm das Bild Der Hamburger Dom von der Feldstraße aus gesehen.